# Zyras luorum
Zyras luorum – gatunek chrząszcza z rodziny kusakowatych i podrodziny rydzenic.
Gatunek ten opisał po raz pierwszy w 1996 roku Roberto Pace na łamach „Revue suisse de Zoologie”. Jako lokalizację typową wskazano rezerwat leśny na Mount Elgon w Kenii. Epitet gatunkowy pochodzi od grupy etnicznej Luo.
Chrząszcz o wydłużonym w zarysie ciele długości 8,7 mm. Głowa jest błyszcząca, brązowo ubarwiona, wyraźnie siateczkowana, drobno punktowana. Czułki mają człony pierwszy, drugi, trzeci i wierzchołek jedenastego rudożółte, pozostałe człony zaś rude. Wszystkie człony są bocznie ściśnięte, a te od ósmego do dziesiątego dłuższe niż szerokie. Nieco zmatowiałe, rude, tak długie jak szerokie przedplecze ma silne siateczkowanie i drobne punktowanie. Dłuższe od przedplecza, trochę matowe, rudo ubarwione pokrywy mają silne siateczkowanie i wyraźne, drobne punktowanie. Kolor odnóży jest rudożółty. Odwłok jest błyszczący, drobno i wyraźnie punktowany, wyraźnie siateczkowany, rudy z bokami drugiego wolnego urotergitu oraz wolnymi urotergitami od drugiego do piątego brązowymi.
Owad afrotropikalny, znany wyłącznie z Kenii. Spotkany na rzędnych 2400 m n.p.m.